# Autwine
Autwine est une ville fantôme du comté de Kay, dans l'État d'Oklahoma, aux États-Unis. Elle est anciennement connue sous les noms de Pierceton et Virginia City. La ville a été nommée en l'honneur d'un citoyen éminent et leader de la nation Ponca (en) nommé Antoine Roy. Elle a eu un bureau de poste sous le nom de Pierceton à partir du 26 mai 1894, et sous le nom d'Autwine du 5 mars 1903 au 30 juin 1922.
La ville a décliné en tant que centre agricole après que l'amélioration des routes dans la région ait conduit les agriculteurs à transférer leurs affaires vers les grands centres commerciaux. Aujourd'hui, il ne reste plus rien de l'ancien localité et la zone est utilisée pour l'agriculture. 